# Championnats du monde de VTT et de trial 2012
ö
Pour les articles homonymes, voir Trial (homonymie).
Navigation
Champéry 2011 Pietermaritzburg 2013
Les championnats du monde de VTT et de trial 2012 se déroulent à Saalfelden et Leogang en Autriche du 31 août au 9 septembre 2012. Ces championnats sont les premiers à décerner un titre pour l'épreuve de cross-country éliminatoire.

## Médaillés

### Cross-country
| Épreuves                                    | Or                                                                   | Or              | Argent                                                            | Argent       | Bronze                                                                 | Bronze       |
| ------------------------------------------- | -------------------------------------------------------------------- | --------------- | ----------------------------------------------------------------- | ------------ | ---------------------------------------------------------------------- | ------------ |
| Hommes résultats détaillés                  | Nino Schurter                                                        | 1 h 40 min 55 s | Lukas Flückiger                                                   | + 29 s       | Mathias Flückiger                                                      | + 51 s       |
| Femmes résultats détaillés                  | Julie Bresset                                                        | 1 h 32 min 25 s | Gunn-Rita Dahle Flesjå                                            | + 1 min 47 s | Georgia Gould                                                          | + 3 min 12 s |
| Hommes, moins de 23 ans résultats détaillés | Ondřej Cink                                                          | 1 h 19 min 40 s | Michiel van der Heijden                                           | + 14 s       | Daniele Braidot                                                        | + 48 s       |
| Femmes, moins de 23 ans résultats détaillés | Jolanda Neff                                                         | 1 h 23 min 57 s | Yana Belomoyna                                                    | + 18 s       | Paula Gorycka                                                          | + 27 s       |
| Hommes, juniors résultats détaillés         | Anton Cooper                                                         | 1 h 6 min 53 s  | Victor Koretzky                                                   | + 2 min 17 s | Titouan Carod                                                          | + 2 min 34 s |
| Femmes, juniors résultats détaillés         | Andrea Waldis                                                        | 1 h 7 min 29 s  | Sofia Wiedenroth                                                  | + 30 s       | Lena Putz                                                              | + 1 min 19 s |
| Relais mixte résultats détaillés            | Italie Marco Aurelio Fontana Beltain Schmid Eva Lechner Luca Braidot | 51 min 54 s     | France Jordan Sarrou Victor Koretzky Julie Bresset Maxime Marotte | + 1 s        | Allemagne Markus Schulte-Luenzum Martin Frey Sabine Spitz Manuel Fumic | + 1 min 23 s |

### Cross-country éliminatoire
| Épreuves                   | Or                    | Argent               | Bronze                        |
| -------------------------- | --------------------- | -------------------- | ----------------------------- |
| Hommes résultats détaillés | Ralph Näf Suisse      | Miha Halzer Slovénie | Daniel Federspiel Autriche    |
| Femmes résultats détaillés | Alexandra Engen Suède | Jolanda Neff Suisse  | Aleksandra Dawidowicz Pologne |

### Descente
| Épreuves                            | Or                          | Or             | Argent                      | Argent         | Bronze                      | Bronze         |
| ----------------------------------- | --------------------------- | -------------- | --------------------------- | -------------- | --------------------------- | -------------- |
| Hommes résultats détaillés          | Greg Minnaar Afrique du Sud | 3 min 21 s 790 | Gee Atherton Royaume-Uni    | 3 min 22 s 371 | Steve Smith Canada          | 3 min 23 s 004 |
| Femmes résultats détaillés          | Morgane Charre France       | 3 min 50 s 654 | Emmeline Ragot France       | 3 min 51 s 853 | Manon Carpenter Royaume-Uni | 3 min 52 s 144 |
| Hommes, juniors résultats détaillés | Loïc Bruni France           | 3 min 29 s 139 | Richard Rude États-Unis     | 3 min 32 s 260 | Connor Fearon Australie     | 3 min 34 s 083 |
| Femmes, juniors résultats détaillés | Holly Feniak Canada         | 4 min 1 s 622  | Tahnée Seagrave Royaume-Uni | 4 min 9 s 717  | Danielle Beecroft Australie | 4 min 19 s 567 |

### Four Cross
| Épreuves                   | Or                        | Argent                     | Bronze                |
| -------------------------- | ------------------------- | -------------------------- | --------------------- |
| Hommes résultats détaillés | Roger Rinderknecht Suisse | Michael Měchura Tchéquie   | Tomáš Slavík Tchéquie |
| Femmes résultats détaillés | Anneke Beerten Pays-Bas   | Romana Labounková Tchéquie | Céline Gros France    |

### Trial
| Épreuves                                      | Or                                                                                       | Or       | Argent                                                                               | Argent  | Bronze                                                                                | Bronze  |
| --------------------------------------------- | ---------------------------------------------------------------------------------------- | -------- | ------------------------------------------------------------------------------------ | ------- | ------------------------------------------------------------------------------------- | ------- |
| Hommes 26 pouces résultats détaillés          | Gilles Coustellier France                                                                | 19 pts   | Aurélien Fontenoy France                                                             | 35 pts  | Kenny Belaey Belgique                                                                 | 39 pts  |
| Hommes 20 pouces résultats détaillés,         | Abel Mustieles Garcia Espagne                                                            | 36.5 pts | Vincent Hermance France                                                              | 41 pts  | Ion Areitio Espagne                                                                   | 45 pts  |
| Femmes résultats détaillés                    | Gemma Abant Condal Espagne                                                               | 20 pts   | Andrea Wesp Allemagne                                                                | 25 pts  | Tatiana Janickova Slovaquie                                                           | 28 pts  |
| Hommes, juniors 26 pouces résultats détaillés | David Bonzon Suisse                                                                      | 16 pts   | Jack Carthy Royaume-Uni                                                              | 17 pts  | Eloi Pare Caballe Espagne                                                             | 30 pts  |
| Hommes, juniors 20 pouces résultats détaillés | Raphael Pils Allemagne                                                                   | 15 pts   | Maxime Muffat France                                                                 | 28 pts  | Lucien Leiser Suisse                                                                  | 31 pts  |
| Par équipes                                   | Espagne Bernat Seuba Benito Ros Charral Gemma Abant Eloi Para Caballe Rafael Tibau Roura | 486 pts  | France Maxime Muffat Vincent Hermance Marion Porcher Clément Meot Gilles Coustellier | 436 pts | Allemagne Raphael Pils Matthias Mrohs Andrea Wesp Jonathan Sandritter Hannes Herrmann | 409 pts |

## Résultats détaillés

### Cross-country
| #  | Cycliste              | Pays           |    | Temps   |
| -- | --------------------- | -------------- | -- | ------- |
| 1  | Nino Schurter         | Suisse         | en | 1:40:55 |
| 2  | Lukas Flückiger       | Suisse         | +  | 00:29   |
| 3  | Mathias Flückiger     | Suisse         |    | 00:51   |
| 4  | Julien Absalon        | France         |    | 01:04   |
| 5  | Fabian Giger          | Suisse         |    | 01:16   |
| 6  | Marco Aurelio Fontana | Italie         |    | 01:45   |
| 7  | Manuel Fumic          | Allemagne      |    | 01:58   |
| 8  | Burry Stander         | Afrique du Sud |    | 02:01   |
| 9  | Stéphane Tempier      | France         |    | 02:06   |
| 10 | Sergio Mantecón       | Espagne        |    | 02:53   |

| #  | Cycliste               | Pays       |    | Temps   |
| -- | ---------------------- | ---------- | -- | ------- |
| 1  | Julie Bresset          | France     | en | 1:32:25 |
| 2  | Gunn-Rita Dahle Flesjå | Norvège    | +  | 01:47   |
| 3  | Georgia Gould          | États-Unis |    | 03:12   |
| 4  | Esther Süss            | Suisse     |    | 03:22   |
| 5  | Irina Kalentieva       | Russie     |    | 03:23   |
| 6  | Sabine Spitz           | Allemagne  |    | 03:45   |
| 7  | Tereza Huříková        | Tchéquie   |    | 03:50   |
| 8  | Lea Davison            | États-Unis |    | 03:50   |
| 9  | Aleksandra Dawidowicz  | Pologne    |    | 04:03   |
| 10 | Blaža Klemenčič        | Slovénie   |    | 04:05   |

| #  | Cycliste                | Pays      |    | Temps   |
| -- | ----------------------- | --------- | -- | ------- |
| 1  | Ondřej Cink             | Tchéquie  | en | 1:19:40 |
| 2  | Michiel van der Heijden | Pays-Bas  | +  | 00:14   |
| 3  | Daniele Braidot         | Italie    |    | 00:48   |
| 4  | Alexander Gehbauer      | Autriche  |    | 01:34   |
| 5  | Luca Braidot            | Italie    |    | 02:12   |
| 6  | Jens Schuermans         | Belgique  |    | 02:39   |
| 7  | Gerhard Kerschbaumer    | Italie    |    | 02:45   |
| 8  | Markus Schulte-Luenzum  | Allemagne |    | 02:57   |
| 9  | Julian Schelb           | Allemagne |    | 03:02   |
| 10 | Nicholas Pettina        | Italie    |    | 03:11   |

| #  | Cycliste           | Pays        |    | Temps   |
| -- | ------------------ | ----------- | -- | ------- |
| 1  | Jolanda Neff       | Suisse      | en | 1:23:57 |
| 2  | Yana Belomoyna     | Ukraine     | +  | 00:18   |
| 3  | Paula Gorycka      | Pologne     |    | 00:27   |
| 4  | Annie Last         | Royaume-Uni |    | 00:47   |
| 5  | Monika Żur         | Pologne     |    | 01:54   |
| 6  | Helen Grobert      | Allemagne   |    | 03:10   |
| 7  | Anne Terpstra      | Pays-Bas    |    | 03:58   |
| 8  | Ekaterina Anoshina | Russie      |    | 04:32   |
| 9  | Serena Calvetti    | Italie      |    | 04:40   |
| 10 | Michelle Hediger   | Suisse      |    | 04:54   |

| #  | Cycliste          | Pays             |    | Temps   |
| -- | ----------------- | ---------------- | -- | ------- |
| 1  | Anton Cooper      | Nouvelle-Zélande | en | 1:06:53 |
| 2  | Victor Koretzky   | France           | +  | 02:17   |
| 3  | Titouan Carod     | France           |    | 02:34   |
| 4  | Romain Seigle     | France           |    | 04:06   |
| 5  | Keegan Swenson    | États-Unis       |    | 04:35   |
| 6  | Antoine Bouqueret | France           |    | 04:54   |
| 7  | Enea Vetsch       | Suisse           |    | 04:57   |
| 8  | Kevin Panhuyzen   | Belgique         |    | 05:06   |
| 9  | Beltain Schmid    | Italie           |    | 05:06   |
| 10 | Manuel Fasnacht   | Suisse           |    | 05:07   |

| #  | Cycliste             | Pays        |    | Temps   |
| -- | -------------------- | ----------- | -- | ------- |
| 1  | Andrea Waldis        | Suisse      | en | 1:07:29 |
| 2  | Sofia Wiedenroth     | Allemagne   | +  | 00:30   |
| 3  | Lena Putz            | Allemagne   |    | 01:19   |
| 4  | Perrine Clauzel      | France      |    | 03:25   |
| 5  | Bethany Crumpton     | Royaume-Uni |    | 03:51   |
| 6  | Aleksandra Podgorska | Pologne     |    | 04:51   |
| 7  | Guzel Akhmadullina   | Russie      |    | 05:07   |
| 8  | Nadezhda Antonova    | Russie      |    | 05:36   |
| 9  | Margot Moschetti     | France      |    | 05:54   |
| 10 | Frédérique Trudel    | Canada      |    | 06:51   |

#### Relais mixte
| # | Cycliste                                                          | Pays       |    | Temps       |
| - | ----------------------------------------------------------------- | ---------- | -- | ----------- |
| 1 | Marco Aurelio Fontana Beltain Schmid Eva Lechner Luca Braidot     | Italie     | en | 51 min 54 s |
| 2 | Jordan Sarrou Victor Koretzky Julie Bresset Maxime Marotte        | France     | +  | 1 s         |
| 3 | Markus Schulte-Luenzum Martin Frey Sabine Spitz Manuel Fumic      | Allemagne  |    | 1 min 23 s  |
| 4 | Reto Indergand Dominic Zumstein Katrin Leumann Ralph Näf          | Suisse     |    | 1 min 59 s  |
| 5 | Geoff Kabush Mitchell Bailey Catharine Pendrel Marc-Antoine Nadon | Canada     |    | 2 min 03 s  |
| 6 | Olof Jonsson Emil Linde Alexandra Engen Emil Lindgren             | Suède      |    | 2 min 47 s  |
| 7 | Russell Finsterwald Keegan Swenson Lea Davison Todd Wells         | États-Unis |    | 3 min 32 s  |
| 8 | Sergiy Rysenko Yana Belomoyna Artem Shevtsov Mykhaylo Batsutsa    | Ukraine    |    | 3 min 35 s  |

### Descente
| #  | Cycliste          | Pays             |    | Temps          |
| -- | ----------------- | ---------------- | -- | -------------- |
| 1  | Greg Minnaar      | Afrique du Sud   | en | 3 min 21 s 790 |
| 2  | Gee Atherton      | Royaume-Uni      | +  | 0 s 581        |
| 3  | Steve Smith       | Canada           |    | 1 s 214        |
| 4  | Michael Hannah    | Australie        |    | 2 s 140        |
| 5  | Samuel Hill       | Australie        |    | 3 s 406        |
| 6  | Damien Spagnolo   | France           |    | 3 s 859        |
| 7  | Florent Payet     | France           |    | 4 s 227        |
| 8  | Brook MacDonald   | Nouvelle-Zélande |    | 4 s 861        |
| 9  | Markus Pekoll     | Autriche         |    | 5 s 774        |
| 10 | Marcelo Gutiérrez | Colombie         |    | 6 s 064        |

| #  | Cycliste        | Pays        |    | Temps          |
| -- | --------------- | ----------- | -- | -------------- |
| 1  | Morgane Charre  | France      | en | 3 min 50 s 654 |
| 2  | Emmeline Ragot  | France      | +  | 1 s 199        |
| 3  | Manon Carpenter | Royaume-Uni |    | 1 s 490        |
| 4  | Floriane Pugin  | France      |    | 1 s 617        |
| 5  | Rachel Atherton | Royaume-Uni |    | 5 s 894        |
| 6  | Micayla Gatto   | Canada      |    | 9 s 537        |
| 7  | Casey Brown     | Canada      |    | 9 s 611        |
| 8  | Miriam Ruchti   | Suisse      |    | 12 s 558       |
| 9  | Claire Buchar   | Canada      |    | 13 s 920       |
| 10 | Tracy Moseley   | Royaume-Uni |    | 14 s 145       |

| #  | Cycliste          | Pays        |    | Temps          |
| -- | ----------------- | ----------- | -- | -------------- |
| 1  | Loïc Bruni        | France      | en | 3 min 29 s 139 |
| 2  | Richard Rude      | États-Unis  | +  | 3 s 121        |
| 3  | Connor Fearon     | Australie   |    | 4 s 944        |
| 4  | Noel Niederberger | Suisse      |    | 6 s 029        |
| 5  | Jack Moir         | Australie   |    | 7 s 836        |
| 6  | Fraser McGlone    | Royaume-Uni |    | 7 s 856        |
| 7  | Guillaume Cauvin  | France      |    | 8 s 051        |
| 8  | Phil Atwill       | Royaume-Uni |    | 9 s 455        |
| 9  | Felix Klee        | Suisse      |    | 10 s 134       |
| 10 | Austin Warren     | États-Unis  |    | 10 s 826       |

| # | Cycliste          | Pays             |    | Temps          |
| - | ----------------- | ---------------- | -- | -------------- |
| 1 | Holly Feniak      | Canada           | en | 4 min 01 s 622 |
| 2 | Tahnée Seagrave   | Royaume-Uni      | +  | 8 s 095        |
| 3 | Danielle Beecroft | Australie        |    | 17 s 945       |
| 4 | Geraldine Fink    | Suisse           |    | 21 s 011       |
| 5 | Chloé Galléan     | France           |    | 21 s 240       |
| 6 | Fiona Ourdouillie | France           |    | 23 s 214       |
| 7 | Marianne Ruud     | Norvège          |    | 28 s 715       |
| 8 | Sophie Tyas       | Nouvelle-Zélande |    | 30 s 919       |
| 9 | Lisa Kreuzer      | Autriche         |    | 51 s 309       |

### Four Cross
| # | Cycliste           | Pays      |
| - | ------------------ | --------- |
| 1 | Roger Rinderknecht | Suisse    |
| 2 | Michael Měchura    | Tchéquie  |
| 3 | Tomáš Slavík       | Tchéquie  |
| 4 | David Graf         | Suisse    |
| 5 | Michal Prokop      | Tchéquie  |
| 6 | Lukáš Měchura      | Tchéquie  |
| 7 | Graeme Mudd        | Australie |
| 8 | Benedikt Last      | Allemagne |

| # | Cycliste          | Pays       |
| - | ----------------- | ---------- |
| 1 | Anneke Beerten    | Pays-Bas   |
| 2 | Romana Labounková | Tchéquie   |
| 3 | Céline Gros       | France     |
| 4 | Anita Molcik      | Autriche   |
| 5 | Lucia Oetjen      | Suisse     |
| 6 | Melissa Buhl      | États-Unis |
| 7 | Steffi Marth      | Allemagne  |

## Tableau des médailles
| Rang  | Nation           | Or | Argent | Bronze | Total |
| ----- | ---------------- | -- | ------ | ------ | ----- |
| 1     | Suisse           | 6  | 2      | 2      | 10    |
| 2     | France           | 4  | 6      | 3      | 13    |
| 3     | Espagne          | 3  | 1      | 1      | 5     |
| 4     | Allemagne        | 1  | 2      | 3      | 6     |
| 5     | Tchéquie         | 1  | 2      | 1      | 4     |
| 6     | Pays-Bas         | 1  | 1      | 0      | 2     |
| 7     | Canada           | 1  | 0      | 1      | 2     |
| 7     | Italie           | 1  | 0      | 1      | 2     |
| 9     | Nouvelle-Zélande | 1  | 0      | 0      | 1     |
| 9     | Afrique du Sud   | 1  | 0      | 0      | 1     |
| 9     | Suède            | 1  | 0      | 0      | 1     |
| 12    | Grande-Bretagne  | 0  | 3      | 1      | 4     |
| 13    | États-Unis       | 0  | 1      | 1      | 2     |
| 14    | Norvège          | 0  | 1      | 0      | 1     |
| 14    | Slovénie         | 0  | 1      | 0      | 1     |
| 14    | Ukraine          | 0  | 1      | 0      | 1     |
| 17    | Australie        | 0  | 0      | 2      | 2     |
| 17    | Pologne          | 0  | 0      | 2      | 2     |
| 19    | Autriche         | 0  | 0      | 1      | 1     |
| 19    | Belgique         | 0  | 0      | 1      | 1     |
| 19    | Slovaquie        | 0  | 0      | 1      | 1     |
| Total | Total            | 21 | 21     | 21     | 63    |